# Sveučilište u Birminghamu
Sveučilište u Birminghamu (engl. University of Birmingham) sveučilište je u Birminghamu, Ujedinjeno Kraljevstvo. Osnovano je 1900. godine.
Na sveučilištu ukupno studira preko 28.000 studenata (uključujući i 4000 međunarodnih studenata). Sveučilište je 7. najveće u UK. Zbog velikog interesa stopa upisa je 13,54%. Upravo radi toga rijetko se događa da ostane slobodnih mjesta nakon prvih krugova upisa u periodu tzv. Clearinga.

## Vanjske poveznice
- Službena web-stranica
- University of Birmingham Foundation  Arhivirana inačica izvorne stranice od 18. svibnja 2013. (Wayback Machine)
- University of Birmingham Profile